# Bonaventure Mvondo Assam
Bonaventure Mvondo Assam est un député camerounais et neveu de Paul Biya.

## Biographie

### Enfance
Bonaventure Mvondo Assam est le fils de Benoît Mvondo Assam,,, ainé et patriarche de la famille de Mvondo depuis le décès de leur père Étienne et de Paulette. Il est élevé par son oncle Paul Biya et la défunte épouse de ce dernier Jeanne-Irène Atyam Ndoumin.

### Carrière
Il est élu député RDPC du Dja et Lobo,.
Il est actif dans des sociétés au Cameroun à travers la société minière Codias SA qui possède une licence d'exploitation industrielle d'or sur 309 km2,. 

### Vie privée
Virginie Sonia Baroux est sa première épouse,,.